# ISO 9001

Logo de la norme ISO 9001, version 2015

La norme ISO 9001 est une norme internationale publiée par le sous-comité 2 (SC 2) du comité technique 176 (TC 176) de l'ISO (Organisation internationale de normalisation).
Cette norme définit des exigences pour la mise en place d'un système de management de la qualité pour les organismes souhaitant améliorer en permanence la satisfaction de leurs clients et fournir des produits et services conformes. La norme ISO 9001 s'adresse à tous les organismes, quels que soient leur taille et leur secteur d'activité. Elle fait partie de la série des normes ISO 9000 (ISO 9000, ISO 9001 et ISO 9004).
La norme ISO 9001 a été publiée pour la première fois en 1987 et est régulièrement révisée depuis. Sa première révision date de 1994, la suivante de 2000, les suivantes ont eu lieu en 2008 et enfin, en 2015.
L'ISO 9001 est un référentiel certifiable par une tierce partie appelée organisme de certification. Actuellement, un organisme peut demander une certification ISO 9001 selon la version 2015.

## Contenu de la norme
Comme d'autres normes ISO récentes (notamment ISO 45001 et ISO 14001), l'ISO 9001 adopte le schéma « ISO High Structure Level (HSL) » en 10 chapitres commun à toutes les normes de managements. Cette structure facilite l'intégration avec d'autre systèmes de managements.
La norme comporte, dans sa version 2015, dix articles :
1. Domaine d’application ;
2. Références normatives ;
3. Termes et définitions ;
4. Contexte de l’organisme ;
5. Leadership ;
6. Planification ;
7. Support ;
8. Réalisation des activités opérationnelles ;
9. Évaluation de la performance ;
10. Amélioration.

Seuls les articles 4 à 10 sont prescriptifs. La norme contient environ 300 exigences, dont les principales sont énumérées dans le tableau suivant.
| Thème                                          | Paragraphe ISO 9001 v2015                                                              | Articles détaillés                                                              |
| Processus                                      | 4.4 Système de management de la qualité et ses processus                               | Article détaillé : Processus .                                                  |
| Politique qualité                              | 5.2 Politique                                                                          | Article détaillé : Politique qualité .                                          |
| Equipements de contrôle, de mesure et d’essais | 7.1.5 Ressources pour la surveillance et la mesure                                     | Article détaillé : Mesurage (métrologie) .                                      |
| Maîtrise des documents                         | 7.5 Informations documentées                                                           | Article détaillé : Maîtrise des documents .                                     |
| Revue des exigences                            | 8.2.3 Revue des exigences relatives aux produits et services                           | Article détaillé : Commande (commerce) .                                        |
| Conception et développement                    | 8.3 Conception et développement de produits et services                                | Article détaillé : Conception de produit .                                      |
| Achats                                         | 8.4 Maîtrise des processus, produits et services fournis par des prestataires externes | Article détaillé : Achat .                                                      |
| Production / prestation de service             | 8.5 Production et prestation de service                                                | Article détaillé : Produit (économie) . Article détaillé : Service (économie) . |
| Identification et traçabilité                  | 8.5.2 Identification et traçabilité                                                    | Article détaillé : Traçabilité .                                                |
| Non-conformités                                | 8.7 Maîtrise des éléments de sortie non conformes                                      | Article détaillé : Maîtrise du produit non conforme .                           |
| Audits internes                                | 9.2 - Audit interne                                                                    | Article détaillé : Audit interne .                                              |
| Revue de direction                             | 9.3 - Revue de direction                                                               | Article détaillé : Revue de direction .                                         |
| Actions correctives                            | 10.2 Non-conformité et action corrective                                               | Article détaillé : Action corrective .                                          |

Le nombre et la formulation des exigences ont évolué au gré des révisions successives de la norme.

## Les différentes révisions de la norme
| Année | Édition |
| ----- | ------- |
| 1987  | 1re     |
| 1994  | 2e      |
| 2000  | 3e      |
| 2008  | 4e      |
| 2015  | 5e      |

### Version 1987
British Standards Institution (BSI) est le premier organisme de normalisation à avoir diffusé une norme commerciale relative à l'assurance qualité, BS 5750, en 1982.
La première version de la norme ISO 9001 est publiée par l’ISO en 1987. Il s’agit en réalité d’un ensemble de trois normes, communément appelé « Série des normes ISO 9000 ».
- ISO 9001 v1987 : Systèmes qualité — Modèle pour l'assurance de la qualité en conception/développement, production, installation et soutien après la vente
- ISO 9002 v 1987 : Systèmes qualité — Modèle pour l'assurance de la qualité en production et installation
- ISO 9003 v1987 : Systèmes qualité — Modèle pour l'assurance de la qualité en contrôle et essais finals

L’ISO s’inspira très fortement de la norme BS 5750, qui elle-même était la résultante des efforts d’harmonisation des multiples référentiels d’assurance qualité, mis au point par de grands donneurs d’ordre depuis les années 1960 (MIL-Q 9858, AQAP 1-4-9, …).
La norme ISO 9001 a été créée à la demande des industriels, sous-traitants de grands donneurs d'ordres, qui souhaitaient une reconnaissance officielle de leur système de gestion de la qualité sans devoir être audités individuellement par chaque client. En tant que modèle d’assurance qualité, certifiable par une tierce partie, la norme apportait un cadre contractuel aux donneurs d'ordre, qui visait à leur donner confiance dans le système qualité de leurs fournisseurs.
En pratique, ces trois normes avaient pour objectif la mise en place de procédures garantissant le respect des cahiers des charges des donneurs d'ordres. Avec la diffusion de ce système de certification au-delà du secteur industriel, voire dans des secteurs de grande consommation, ces normes ont plus tard trouvé leurs limites.

### Version 1994
En 1994 paraît la première révision de la série des normes ISO 9000. Il s’agit d’une mise à jour mineure. La norme requiert l’établissement de 17 procédures et la production d’un nombre élevé d’enregistrements qualité.
A cette époque paraît la célèbre maxime : "Écrire ce que l’on fait, faire ce que l’on a écrit, écrire ce que l’on a fait".
Une dérive bureaucratique s’installe, qui conduit à un amalgame entre qualité et documentation. Cette dérive sera notamment à l’origine de la transition opérée en 2000 avec la parution de la deuxième révision de la norme.

### Version 2000
À partir de la version 2000, la norme se situe dans une approche plus globale de management de la qualité qui comprend :
- la planification de la qualité ;
- la maîtrise de la qualité ;
- l'assurance qualité ;
- l'amélioration de la qualité.

Dans un sens, on peut dire qu'à partir de cette version, la norme s'attache plus au fond (orientation client, approche système, amélioration continue) qu'à la forme car elle ne met plus autant l'accent sur les exigences documentaires.
Premièrement, la documentation obligatoire est réduite à :
- un manuel qualité (dont la politique qualité) ;
- six procédures documentées (écrites) : audit interne, maîtrise des documents, maîtrise des enregistrements, maîtrise du produit non conforme, actions correctives et actions préventives, que l'on retrouvera dans tous les systèmes documentaires des organismes certifiés ;
- toutes les procédures jugées nécessaires par l'organisme pour le bon fonctionnement et la surveillance des processus[6].

Par ailleurs, les organismes doivent penser leurs activités en termes de processus afin de mieux les gérer.
Enfin, la version 2000 remet le client au sommet de la pyramide. Les versions 1987 et 1994 prenaient peu en compte la satisfaction réelle de l'utilisateur final. Pour résumer, la fourniture devait avoir été spécifiée avec le client et la production devait correspondre à la spécification prévue. Même si la norme parlait de satisfaction des besoins « exprimés et implicites » des clients, on ne se préoccupait pas de savoir si ce qui avait été demandé par le client correspondait bien à son besoin réel. Dorénavant, le fournisseur, du fait de la connaissance qu'il a de son métier et de son produit, a un devoir de conseil auprès de son client. Il doit donc l'aider à identifier son besoin réel et s'assurer que ce besoin a été satisfait en mesurant le niveau de satisfaction de son client. Implicitement, cela conduit l'organisme à définir précisément son rôle (quel est son « métier » ?) pour identifier avec précision qui doivent être ses clients (et surtout qui ne doit pas être un client car on ne pourra pas le satisfaire) et pouvoir déterminer avec eux leurs besoins réels.

### Version 2008
Mettre en œuvre un système de management de la qualité selon les exigences de la norme ISO 9001-Version 2008 consiste à :
- démontrer l'aptitude à fournir régulièrement un produit conforme aux exigences du client et aux exigences réglementaires applicables ;
- chercher à accroître la satisfaction des clients par l'application efficace du système, et en particulier, mettre en œuvre un processus d'amélioration continue (selon le principe PDCA ou roue de Deming).

Le texte de la norme ISO 9001 aborde les quatre aspects principaux :
- responsabilité de la direction : chapitre 5 ;
- gestion des ressources : chapitre 6 ;
- réalisation du produit : chapitre 7 ;
- mesure, analyse et amélioration continue : chapitre 8.

Elle est basée sur huit principes de management :
1. L'orientation client (interne et externe) ;
2. Le leadership ;
3. L'implication du personnel ;
4. L'approche processus ;
5. Le management par approche système ;
6. L'amélioration continue ;
7. L'approche factuelle pour la prise de décision ;
8. Les relations mutuellement bénéfiques avec les fournisseurs.

### Version 2015
La dernière version de l'ISO 9001 a été publiée en septembre 2015 et permet désormais de prendre en compte les enjeux internes et externes d'un organisme et les risques associés.
Les évolutions pour la version 2015 par rapport à la version 2008 sont majeures afin de pouvoir proposer un référentiel adapté au contexte économique actuel.
Les sujets suivants ont été ajoutés ou remaniés en profondeur par rapport à la version précédente :
- contexte et parties intéressées : un organisme doit définir les enjeux externes et internes pouvant avoir des conséquences sur la conformité du produit et la satisfaction du client. Les besoins et attentes des parties intéressées doivent être également pris en compte ;
- une notion d'autorité et de responsabilité a été induite au niveau des processus (cf. §4.4.1 v2015) pour renforcer le pilotage déconcentré de chaque processus ;
- l'approche par les risques ;
- les termes « manuel qualité », « plan qualité », « procédures documentées », « enregistrements » et « documents » sont remplacés par le terme générique « Information documentée ». Les informations documentées sont définies dans la norme, elles doivent être maîtrisées et conservées afin de prouver le bon fonctionnement des processus. Cependant, le niveau de détail dépend des besoins de l'organisme ;
- amélioration continue : exigences de mesure et enregistrement de la performance à tous les niveaux utiles ainsi que d'engagement d'actions de progrès efficaces.

La structure de la norme ISO 9001 version 2015 a été mise en cohérence avec les autres normes ISO, par l'adoption de la Structure de Niveau Supérieur (HLS). Les rapprochements entre les multi-certifications sont facilités. Il y a dorénavant dix articles, contre huit dans la version 2008.
La version 2015 de l'ISO 9001 a été l'occasion de modifier les huit principes de management qui servaient de guide à la version 2008. Ainsi ils sont passés à sept principes. Cela accompagne un changement de vocabulaire et une ouverture vers des considérations plus larges. Par exemple, le principe des « relations mutuellement bénéfiques avec les fournisseurs » est devenu le « management des relations avec les parties intéressées ».
Les sept principes de management sont donc :
1. Orientation client ;
2. Le leadership ;
3. L'implication du personnel ;
4. Approche processus ;
5. Amélioration ;
6. Prise de décision fondée sur des preuves ;
7. Management des relations avec les parties intéressées.

Un autre changement est la suppression du « management par approche système » qui se trouve inclus dans l'approche processus. Aussi l'approche factuelle change de formulation pour indiquer la notion de preuve.

#### Amendement lié au changement climatique
En février 2024, un amendement a été publié pour plusieurs normes ISO de management, dont l’ISO 9001:2015, afin d’intégrer explicitement la prise en compte du changement climatique. 
Cet ajout concerne les articles 4.1 (contexte de l’organisme) et 4.2 (besoins et attentes des parties intéressées), invitant les organismes à évaluer si le changement climatique est un enjeu pertinent pour leur système de management. 
Il ne crée pas de nouvelles obligations mais renforce le lien des normes ISO avec les objectifs de développement durable et les préoccupations environnementales mondiales.

## Certification ISO 9001
En 2009, une étude menée par l'ISO chiffrait que la norme ISO 9001 avait dépassé le million de certifications. « La hausse de 8 % constatée pour les certificats ISO 9001, contre 3 % en 2008, confirme l’importance d’ISO 9001 dans les chaînes d’approvisionnement internationales et son rôle de modèle précurseur pour les autres normes de systèmes de management qui ont suivi et sont une réussite. Fin décembre 2009, au moins 1 064 785 certificats ISO 9001 (éditions 2000 et 2008 confondues) avaient été délivrés dans 178 pays et économies. Le total de 2009 indique une augmentation de 81 953 certificats (+ 8 %) par rapport au total 2008, qui s'élevait à 982 832 certificats dans 176 pays et économies », indique le communiqué de presse de l'ISO.
En 2014, plus de 1,1 million d'entreprises dans le monde sont certifiées ISO 9001.

## Avantages et inconvénients d'un management conforme
Les organismes estiment que les avantages d'un système de management de la qualité selon la norme ISO 9001 sont largement supérieurs aux inconvénients, ce qui explique son énorme succès mondial.[Lesquels ?]
Parmi ces avantages on peut citer l'amélioration des performances globales d'un organisme avec notamment le renforcement du positionnement d'un organisme, la réduction des audits client, la préservation du savoir-faire et des pratiques et la facilitation du travail à l'international.
Outre les aspects évoqués ci-dessus, les organismes s’accordent pour dire que l’adoption d’une démarche qualité leur a apporté d’autres bénéfices que leurs objectifs initiaux. Cela leur a permis notamment de :
- modifier leur façon de travailler de manière radicale tout en ayant une méthode pour le faire en douceur, d’harmoniser les méthodes de travail, de travailler mieux et plus vite ;
- faire un état des lieux de leurs erreurs, dysfonctionnements, redondances, aberrations, etc., de se remettre en cause et d’y remédier ;
- améliorer leurs méthodes de travail ;
- établir clairement les rôles, les responsabilités, les délégations de chacun ;
- améliorer la qualité des produits et des services et de réduire les coûts de la non qualité (réclamations, remises, pénalités, retours garantie, etc.) ;
- améliorer la satisfaction de ses clients, savoir les écouter, parler un langage commun avec eux ;
- motiver le personnel, mettre en place une culture de l’amélioration ;
- réduire les risques, saisir les opportunités de croissance[16].

Enfin, la dernière version de la norme ISO 9001 fournit un cadre pour les systèmes de management de la qualité encore plus robuste pour la compétitivité des organismes. Le leadership est devenu un thème central pour la réussite d'un organisme. La direction par son leadership, crée à tous les niveaux les conditions à l’implication du personnel, à la mise en place d’un système de management de la qualité (SMQ) et à une organisation orientés vers la finalité de l’organisme. Le SMQ porte ses valeurs et sa culture. Il prend en compte :
- les exigences de ses clients ;
- le contexte économique, financier, juridique, etc., interne et externe ;
- la satisfaction des besoins et attentes des parties intéressées pertinentes (banque, fournisseurs et supply chain, etc.).

Dans ces conditions, le SMQ fournit un cadre pertinent pour établir, revoir et améliorer une stratégie et des objectifs qualité.
En 2005, Dalgleish fait remarquer que si le management de la qualité a une incidence économique positive sur l'entreprise et sa compétitivité, le recours à une certification ISO ne comporte pas cette corrélation. Autrement dit, la norme ISO 9001 elle-même peut être utilisée comme un outil en dehors de toute velléité de certification.
Il est d'ailleurs à ce titre nécessaire de prendre en compte la notion de maturité qui va bien au-delà de la certification à une norme ou référentiel.

## Critique
Quelques critiques ont été émises malgré le succès et la reconnaissance mondiale de la certification ISO 9001.
Le principal inconvénient est l'investissement initial requis pour parvenir à la certification avant le retour sur investissement.
Comme dans tout système d'information, Scott Dalgleish y voit un risque par rapport à un volume de documents qui pourrait être engendré par la certification ISO. Il dit que des responsables qualité ressentent fréquemment qu'un amoncellement documentaire pourrait nuire à l'efficacité.
Les normes ISO 9001 avant leur révision de 2000 pouvaient être vues comme trop procédurales. Ainsi, selon Barnes, « les détracteurs expliquent que ce n'est que de la documentation tandis que les défenseurs pensent que si une entreprise a documenté son système qualité, la majeure partie des éditions-papier a déjà été effectuée ». Wilson, suggère que les standards ISO « […] font primer les inspections relatives aux procédures correctes sur des considérations plus vastes relatives à la qualité » et dès lors, « le lieu de travail devient oppressant et la qualité n'est pas améliorée ». John Seddon, n'y voyait que la promotion de la spécification, du contrôle et des procédures plus que la compréhension et l'amélioration. Wade explique que « si l'ISO 9001 est effectivement une ligne de conduite », promouvoir celle-ci en tant que standard « conduit les entreprises à se fourvoyer en pensant que la certification induit une meilleure qualité les dispensant d'accomplir leur propre démarche qualité ». Cet échec sera d'autant plus prégnant si l'entreprise vise tout d'abord la certification avant la qualité. Les certifications sont en fait basées sur la satisfaction du client contractuel et non sur un réel souci d'amélioration de la qualité,. Pour Roger Frost : « Si vous voulez uniquement un certificat sur un mur, il y a beaucoup de chance que la paperasserie engendrée n'ait pas grand-chose à voir avec la façon dont votre entreprise fonctionne réellement ». Enfin, le recours à un auditeur externe est fréquemment envisagé comme la zone critique et implique le recours à une consultance privée.
Abrahamson explique que le recours aux standards ISO dans les discours managériaux tend à suivre une courbe en cloche dans le cycle de vie de l'entreprise.
Les normes ISO s'inspirent des travaux du statisticien Deming. Elles appliquent notamment sa roue de la qualité « PDCA » (plan-do-check-act). Les processus ISO améliorent la qualité en planifiant, mettant en œuvre, vérifiant et en ajustant. L'interprétation de ces étapes mène souvent à des dérives dénoncées par Jean-Marie Gogue, élève et un proche collaborateur de W. Edwards Deming. Il critique l'interprétation du cycle PDCA en citant les pages 86 à 90 de Out of The Crisis de Deming. J.-M. Gogue affirme notamment :
- la roue PDCA ne sert pas à gérer la qualité, mais à acquérir des connaissances en vérifiant une hypothèse ;
- ISO est une démarche administrative qui utilise le cycle PDCA, alors que ce cycle a été pensé comme démarche pratique. Dans le langage ISO, le PDCA est traduit par « planifier-réaliser-vérifier-agir », alors que Deming préfère les verbes « préparer-développer-comprendre-agir » qui sous-entendent davantage que la démarche est provisoire, limitée, temporaire.